# Jonathan Panzo
Jonathan William Panzo (* 25. Oktober 2000 in Brockley, Lewisham) ist ein englischer Fußballspieler ivorischer Abstammung. Der Innenverteidiger wurde im Oktober 2017 mit der englischen U17-Nationalmannschaft U17-Weltmeister und war für die U21 im Einsatz.

## Karriere

### Verein
Jonathan Panzo wurde im Londoner Stadtteil Brockley, Lewisham als Sohn ivorischer Eltern geboren. Mit neun Jahren schloss er sich der Jugendakademie des FC Chelsea an und drang dort über diverse Juniorenmannschaften in der Saison 2016/17 erstmals in die Reserve vor. Mit den Blues gewann er in dieser und in der darauffolgenden Spielzeit den U18-Meistertitel.
Am 6. Juli 2018 wechselte Jonathan Panzo für eine Ablösesumme in Höhe von drei Millionen Euro zum französischen Erstligisten AS Monaco. Dort begann er die Saison 2018/19 in der Reservemannschaft, welche in der viertklassigen Championnat National 2 spielte. Am 19. Dezember 2018 debütierte er beim 1:0-Pokalsieg gegen den FC Lorient in der ersten Mannschaft. Dieser Einsatz blieb in dieser Spielzeit sein einziger, während er zu 22 Ligaspielen in der Reserve kam, in denen ihm ein Torerfolg gelang.
Sein Debüt in der Ligue 1 bestritt der Innenverteidiger am 9. August 2019 (1. Spieltag) bei der 0:3-Heimniederlage gegen Olympique Lyon. Trotz eines weiteren Ligaeinsatzes, wechselte Panzo am 30. August 2019 zusammen mit seinem Teamkollegen Lyle Foster auf Leihbasis für die gesamte Saison 2019/20 zum belgischen Erstligisten Cercle Brügge. Sein Debüt absolvierte er am 14. September 2019 (7. Spieltag) bei der 0:2-Heimniederlage im Stadtderby gegen den FC Brügge. Beim Abstiegskandidaten etablierte sich Panzo rasch als Stammspieler, spielte aber hauptsächlich auf der Position des linken Außenverteidigers. Bis zum Saisonabbruch aufgrund der Covid-19-Pandemie war er in 17 Ligaspielen für Cercle im Einsatz.
Am 26. August 2020 wechselte Panzo zum Ligakonkurrenten FCO Dijon, wo er einen Dreijahresvertrag unterzeichnete. Sein Debüt gab er zwei Tage später bei der 1:4-Auswärtsniederlage gegen Olympique Lyon. Bis zum Saisonende der Ligue 1 2020/21 bestritt er 22 Ligaspiele für sein neues Team, das als Tabellenletzter in die zweite Liga abstieg.
Ende Januar 2022 kehrte der 21-Jährige nach England zurück und unterschrieb einen bis 2025 gültigen Vertrag beim Zweitligisten Nottingham Forest, der von Steve Cooper trainiert wird, mit dem er 2017 die U-17-Weltmeisterschaft gewann. Nach lediglich einem Ligaeinsatz in der Rückrunde der EFL Championship 2021/22 verlieh ihn der zwischenzeitlich in die Premier League aufgestiegene Verein Mitte Juli 2022 an Coventry City.

### Nationalmannschaft
Zwischen August 2015 und März 2016 bestritt Jonathan Panzo neun Länderspiele für die englische U16-Nationalmannschaft. Ab August 2016 war er für die U17 im Einsatz und nahm mit der Auswahl an der U17-Europameisterschaft 2017 in Kroatien teil. Dort stand er in allen sechs Spielen über die volle Spieldistanz auf dem Platz und erreichte mit den Three Lions das Endspiel gegen Spanien. Dies verlor man mit 3:6 nach dem Elfmeterschießen. Im Oktober desselben Jahres stand er im Kader zur U17-Weltmeisterschaft 2017 in Indien. Dort stand er in zwei der drei Gruppenspiele auf dem Spielfeld und erreichte als Stammkraft in der linken Außenverteidigung erneut das Finale. Dort gelang mit einem 5:2-Sieg gegen Spanien die erfolgreiche Revanche für das verlorene EM-Endspiel und Panzo bereitete seinem Teamkollegen beim FC Chelsea Marc Guehi ein Tor vor. Nach diesem Turnier endete Panzos Zeit in der U17 nach 21 Länderspielen.
Von September 2017 bis Mai 2018 absolvierte er vier Testspiele mit der U18. Anschließend bestritt er acht Einsätze für die U19. Seit September 2019 ist er englischer U21-Nationalspieler.

## Erfolge
Chelsea U18
- Englischer U18-Meister: 2016/17, 2017/18

England U17
- U17-Weltmeister: 2017